# Euselasia hygenius
Euselasia hygenius är en fjärilsart som beskrevs av Stoll 1787. Euselasia hygenius ingår i släktet Euselasia och familjen Riodinidae. Inga underarter finns listade i Catalogue of Life.

## Bildgalleri

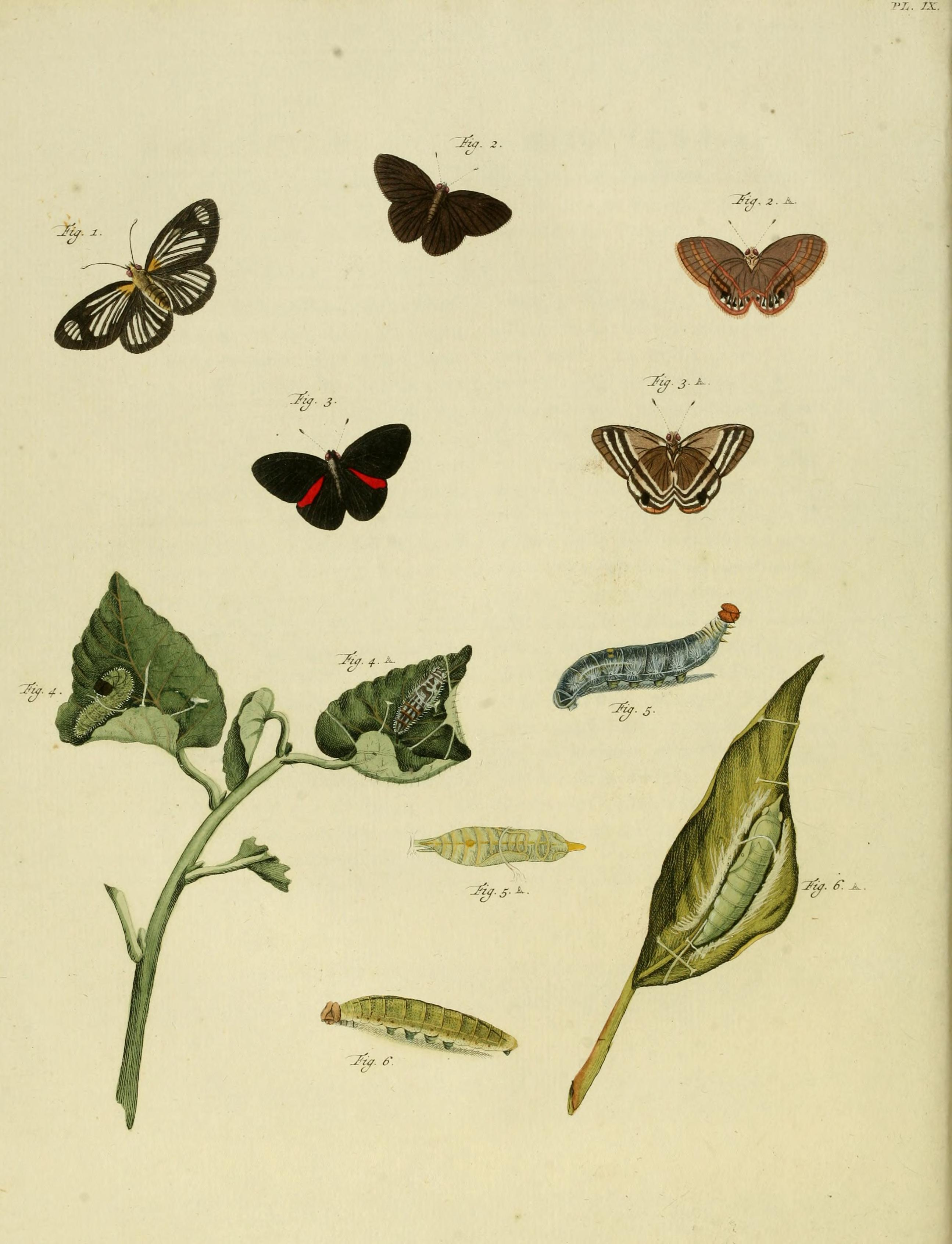